# Hylorchilus
Hylorchilus es un género de aves paseriformes de la familia Troglodytidae que agrupa a dos especies nativas de Sudamérica. 

## Especies
Se distinguen las siguientes especies:
- Hylorchilus navai Crossin & Ely, 1973 -- cucarachero de Nava,[2] chivirín de Nava[1]
- Hylorchilus sumichrasti (Lawrence, 1871) -- cucarachero picofino,[2] chivirín de Sumichrast[1]